# Reina Claudia Violeta
Reina Claudia Violeta sinónimo: Purple Gage es una variedad cultivar de ciruelo (Prunus domestica), de las denominadas ciruelas europeas,
una variedad de ciruela de origen incierto aunque en el "Catalogue descriptif des fruites" adoptado por el "Congres pomologique" de 1887, se dice que fue criada por M. Galopin de Lieja, Bélgica. Extraordinariamente hermosa y sabrosa "Reine Claude". Las frutas tienen un tamaño medio, color de piel violeta cobrizo o morado oscuro, casi negro, no uniform, y pulpa de color verde o amarillo verdoso o ambarino, con textura semi firme, poco jugosa, y sabor dulce, típico de las Claudias, bueno.

## Sinonimia
- "Purple Gage",
- "Reine Claude Violette",
- "Violet Gage",
- "Violette Reine Claude",
- "Violette".[2][4]

## Historia
La historia de la variedad 'Reina Claudia Violeta' es una ciruela de origen incierto, aunque en el "Catalogue descriptif des fruites" adoptado por el "Congres pomologique" de 1887, se dice que fue criada por M. Galopin de Lieja, Bélgica. Los autores ingleses y estadounidenses generalmente aplican el nombre 'Purple Gage' a esta variedad, pero en los países continentales el nombre de 'Reine Claude Violette' es el más común. Fue importado a Estados Unidos a principios del siglo XIX, y en 1852 se agregó a la lista recomendada de frutas en el catálogo de la "American Pomological Society".
Ha sido descrita por : 1. Pom. Mag. 3:129, Pl. 1830. 2. Lond. Hort. Soc. Cat. 152, 153. 1831. 3. Downing Fr. Trees Am. 308 fig. 127. 1845. 4. Poiteau Pom. Franc. 1. 1846. 5. Thomas Am. Fruit Cult. 339. 1849. 6. Am. Pom. Soc. Cat. 54. 1852. 7. Ann. Pom. Belge 3:71, Pl. 1855. 8. Thompson Gard. Ass't 519, Pl. 1. 1859. 9. Hogg Fruit Man. 377. 1866. 10. Pom. France 7:No. 9. 1871. 11. Mas Le Verger 6:3 fig. 2. 1866-73. 12. Cat. Cong. Pom. France 367. 1887. 13. Mathieu Nom. Pont. 452. 1889. 14. Guide Prat. 155, 364. 1895.
'Reina Claudia Violeta' está cultivada en el banco de germoplasma de cultivos vivos de la Estación experimental Aula Dei de Zaragoza. Está considerada incluida en las variedades locales autóctonas muy antiguas, cuyo cultivo se centraba en comarcas muy definidas, que se caracterizan por su buena adaptación a sus ecosistemas, y podrían tener interés genético en virtud de su características organolepticas y resistencia a enfermedades, con vista a mejorar a otras variedades.

## Características
'Reina Claudia Violeta' árbol de crecimiento fuerte y saludable, de una productividad media a alta, sensible a las heladas nocturnas. Las flores deben aclararse para que los frutos alcancen un calibre más grueso. La fruta puede reventar con mucha lluvia. Tiene un tiempo de floración que comienza a partir del 12 de abril con el 10% de floración, para el 16 de abril tiene una floración completa (80%), y para el 26 de abril tiene un 90% de caída de pétalos.
'Reina Claudia Violeta' tiene una talla de fruto de tamaño medio, de forma redondeada, algo achatada en los polos, con el surco ventral muy marcado formando dos labios a sus lados que generalmente son asimétricos, con un lado más desarrollado, con la sutura línea violeta, más o menos visible según la intensidad del color general del fruto, sobre un surco bien marcado en toda su extensión, más acusado en el polo pistilar; epidermis tiene piel lisa, dura, a veces algo rugosa, de color violeta cobrizo o morado oscuro, casi negro, no uniforme, generalmente persisten manchas circulares del color verdoso del fondo, con frecuencia, recubierta de pequeñas cicatrices ruginosas-"russetting", lenticelas abundantes, pequeñas y medias, blanquecinas con aureola violeta poco perceptible en las zonas más oscuras, con pruina muy abundante, gruesa, azul violáceo, no se aprecia pubescencia; Pedúnculo inusualmente largo, de calibre medio, muy pubescente, ubicado en una cavidad del pedúnculo amplia y poco profunda, medianamente rebajada en la sutura y casi imperceptible en el lado opuesto; pulpa de color verde o amarillo verdoso o ambarino, con textura semi firme, poco jugosa, y sabor dulce, típico de las Claudias, bueno.
Hueso casi libre, pequeño o medio, elíptico redondeado, ligeramente asimétrico, semi globoso, surcos muy marcados, superficie arenosa.
Su tiempo de recogida de cosecha se inicia en la tercera decena de agosto.

## Usos
La ciruela 'Violeta' se comen crudas de fruta fresca en mesa, y en preparados culinarios.

## Enfermedades y plagas
Plagas específicas:
Pulgones, Cochinilla parda, aves Camachuelos, Orugas, Araña roja de árboles frutales, Polillas minadoras de hojas, Pulgón enrollador de hojas de ciruelo.
Enfermedades específicas:
Hoja de plata, cancro bacteriano, marchitez de flores y frutos por podredumbre parda.